# Rue du Maréchal-Oudinot
Pour rue de Paris, voir Rue Oudinot.
La rue du Maréchal-Oudinot est une rue de la ville de Nancy en Lorraine.

## Situation et accès
Elle longe le ruisseau de Nabécor (qui a donné son nom à la rue de Nabécor).

La rue du Maréchal-Oudinot est l'une des rues délimitant le quartier du Saurupt célèbre pour ses nombreuses villas et maisons Belle Époque.

## Origine du nom
La rue doit son nom au maréchal de France Nicolas-Charles Oudinot (1767-1847).

## Historique
Commencée en 1904, elle a été achevée entre 1930 et 1935 après avoir été prolongée à plusieurs reprises.

## Bâtiments remarquables et lieux de mémoire
- n°53 à 61 : maisons construites par l'architecte César Pain